# 黃鰭刺鰕虎魚
黃鰭刺鰕虎魚（学名：Acanthogobius flavimanus）为輻鰭魚綱鱸形目鰕虎魚科刺鰕虎魚屬的鱼类，俗名油光鱼、光鱼、刺虎鱼。幼年或体型较小的个体经常被误认为是另一种鱼“小肥仔”。分布於亞洲日本、韓國、俄羅斯西伯利亞及中国黄海、渤海等海域，棲息於沿岸及河口泥濘多沙的底部，有時會溯河，冬天到初春時產卵，體長可達30公分。该物种的模式产地在日本。可做為食用魚及觀賞魚。

## 扩展阅读
維基物種上的相關：黃鰭刺鰕虎魚